# Sự kiện phòng thứ n
Sự kiện phòng thứ n (tiếng Hàn: n번방 사건; Romaja: n-beonbang sageon) hay Phòng chat thứ n là tên gọi chung cho một loạt những vụ bê bối liên quan đến tội phạm tấn công tình dục trực tuyến thông qua các ứng dụng nhắn tin như Telegram, Discord, Line, Wickr và Wire. Diễn ra từ nửa cuối năm 2018 đến tháng 3 năm 2020 tại Hàn Quốc.
Vào năm 2022, Netflix đã phát hành một bộ phim tài liệu có liên quan tới vụ án với tựa đề Vạch trần địa ngục số: Phòng chat thứ n.

## Khái quát
"Phòng chat thứ n" với hơn 260.000 tài khoản người dùng là nơi phát tán và mua bán những video bạo lực (hiếp dâm, tra tấn), khiêu dâm, xúc phạm cơ thể phụ nữ phi pháp trên ứng dụng telegram. Đây là một môi trường cho tội phạm tình dục kỹ thuật số khai thác và hoạt động, bằng cách tạo ra những bài đăng, ví dụ như tuyển dụng việc làm, để dụ dỗ các nạn nhân đến với những phòng chat, sau đó uy hiếp, tống tiền để nạn nhân gửi hình khỏa thân (bao gồm cả khuôn mặt) và đe dọa nhằm buộc nạn nhân giữ im lặng. Số ảnh trên sau đó sẽ được gửi cho các "khách hàng" - những thành viên trả tiền để được gia nhập phòng chat. Nạn nhân ở đây bao gồm phụ nữ đơn thân, học sinh trung học và cả trẻ vị thành niên. Ước tính số lượng thành viên trả phí để tham gia các phòng chat này ít nhất là 10.000 tài khoản cho "Phòng thử vị" thuộc nhóm "Phòng Baksa" và 30.000 cho "Phòng Baksa" (các phòng có mức phí khác nhau). Ít nhất 74 nữ nạn nhân được xác nhận trong vụ "Phòng Baksa", 16 người trong số họ đang ở độ tuổi vị thành niên.

## Quá trình

### Phòng chat thứ n
Tháng 2 năm 2019, thông qua các diễn đàn trực tuyến như DC Inside và Daily Best, câu chuyện về những nạn nhân bị gọi là "nô lệ" cùng những hình ảnh bóc lột tình dục và toàn bộ thông tin nhân dạng của họ bị chia sẻ trong phòng chat Telegram. Tài khoản có tên "God God" (갓갓) đã nhắm đến các tài khoản lệch lạc (tài khoản đăng hình ảnh khoả thân, hoặc các hành vi tình dục, tự sướng,...của bản thân) của một số phụ nữ trên Twitter. "God God" đã tự xưng "Chúng tôi là đội điều tra mạng (cyber), đã nhận được tố cáo về nghi vấn sản xuất và lan truyền văn hoá phẩm đồi truỵ, vui lòng nhấn vào đường dẫn bên dưới để tiến hành tường trình về vụ việc". Đi kèm với dòng tin nhắn là đường dẫn dùng để hack và đoạt lấy thông tin nhân dạng của những người phụ nữ đó, sau đó đe doạ họ, cưỡng ép họ quay những đoạn video đồi truỵ, tự tra tấn. Các đoạn video bóc lột tình dục được quay lại và đăng lên 8 phòng chat từ "Phòng số 1" đến "Phòng số 8", do đó được gọi là "Phòng chat thứ n". Sau đó, "God God" có giao lại các phòng chat đó cho tài khoản "Kelly" (켈리) và biến mất. Tài khoản "Watch Man" (와치맨) thì đăng tải đường dẫn lên phòng chat "Câu chuyện xưa" (고담방). Vụ án Phòng chat thứ n là vụ án mà các nạn nhân chính là trẻ vị thành niên (ước tính đại đa số là học sinh trung học phổ thông), được cho là có mức độ phạm tội cao hơn cả "Phòng Baksa". Tuy nhiên, vào tháng 9 năm 2019, "Phòng chat thứ n" đã biến mất, thay vào đó là sự xuất hiện của những "Phòng" khác. Các nạn nhân đã phải quay phim cũng như là chụp ảnh bản thân mình một cách tự giác. Với suy nghĩ rằng bản thân mình là nguyên nhân cho sự phạm tội ấy, các nạn nhân đã không thể chia sẻ với người xung quanh, cũng như càng không thể tích cực tố cáo vụ việc.

### Phòng Baksa (Bác-sa)
"Phòng Baksa" (박사, tiếng Hàn nghĩa là tiến sĩ) vô cùng nổi tiếng trên telegram, lý do là bởi mô hình chuyên nghiệp ở đó chỉ những người đã thanh toán bằng tiền ảo mới có thể tham gia vào các phòng chat này, đây cũng là nơi lưu hành các sản phẩm bóc lột tình dục. "Baksa" xuất hiện vào tháng 7 năm 2019 có hành tung khác nhau so với "God God". Tài khoản "Baksa" đã thông qua Instagram, Twitter..., để tiếp cận những phụ nữ bình thường với dòng tin đăng tuyển việc làm "bán thời gian giá cao (bán dâm)". Sau đó, lấy thông tin nhân dạng cũng như hình ảnh khoả thân của những đối tượng đã phản hồi và lợi dụng chúng để đe doạ họ chụp hình, quay những video mang tính bạo hành và đăng lên. Khác với "God God", "Baksa" có mục đích là buôn bán những đoạn phim thông qua việc lợi dụng tiền ảo, đã bị bắt giữ khi đang buôn bán những đoạn video. Khác với Phòng chat thứ n, nạn nhân chính là nữ giới ở độ tuổi 20 đến 30 và học sinh trung học cơ sở. Đây là vụ án với nạn nhân đa dạng về độ tuổi. Thông tin nhân dạng của "Baksa" cũng đã được các phóng viên tìm thấy và quyết định đưa tin. Thêm vào đó, học sinh trung học phổ thông ở thành phố Incheon không chỉ điều hành các phòng chat trên Telegram nơi chia sẻ các đường dẫn về văn hoá phẩm ấu dâm và giao dịch ma tuý, mà còn chia sẻ các biện pháp đối phó với sự điều tra của cảnh sát.

### Tội phạm ăn theo
Vụ án Phòng chat thứ n và "Phòng Baksa" phát sinh vô số tội phạm ăn theo với hình thức tương tự.

## Bắt giữ
Vụ án được phát hiện sau khi có hai sinh viên đại học chuyên ngành Báo chí phát hiện ra nhóm chat trên Telegram vào mùa hè năm 2019. Cơ quan chức năng đã vào cuộc điều tra và bắt giữ nhiều đối tượng vào tháng 3 năm 2020.
Ngày 19 tháng 3 năm 2020, Baksa bị bắt giữ. Ngày 23 tháng 3 năm 2020, đài SBS công bố thông tin cá nhân của kẻ cầm đầu "Phòng Baksa". Theo đó, kẻ này là Cho Joo-bin (조주빈), 25 tuổi, sinh viên đại học chuyên ngành Công nghệ thông tin và Truyền thông.
Tháng 5 năm 2020, Moon Hyung Wook (God God) kẻ tạo ra và điều hành phòng chat thứ n đầu tiên bị bắt. Thời điển bị bắt giữ, Moon Hyung Wook (23 tuổi) đang là sinh viên đại học ngành kiến trúc.

## Phản ứng

### Chính trị
Lee In-young, chủ tịch Đảng Dân chủ Đồng hành, cam kết sẽ đưa sự việc ra trước pháp luật và quốc hội. Đảng đối lập Thống nhất Tương lai cũng lên án vụ việc đồng thời kêu gọi kiểm soát chặt chẽ hơn nữa vấn nạn tiêu thụ văn hoá phẩm khiêu dâm trẻ em. Đảng này cũng kêu gọi Đảng Dân chủ cầm quyền không nên chỉ chú trọng vào cuộc tổng tuyển cử quốc hội Nghị viện sắp diễn ra mà nên hợp tác ngăn chặn tội phạm.

### Giới giải trí và dư luận
Dư luận Hàn Quốc đã bị sốc trước sự việc này. Hàng loạt nghệ sĩ như Chanyeol và Baek-hyun (EXO), Yerin, Moon Ga-young, Baek Ye-rin, Jung Yong-hwa (CNBLUE), Nam Bo-ra, Han So-hee, Park Ji-min,.... đã thể hiện sự căm phẫn đối với "Phòng chat thứ N". Nhiều người đăng bài trên trang cá nhân, kêu gọi giới chức trừng phạt nghiêm những kẻ hành hạ phụ nữ. Nữ ca sĩ Hye-ri viết: "Những kẻ này phải bị vạch trần và xử phạt xứng đáng". Loạt sao cũng kêu gọi khán giả ký tên vào bản kiến nghị trên trang web của Nhà Xanh - phủ tổng thống Hàn Quốc, yêu cầu giới chức công khai danh tính những kẻ đứng đằng sau vụ việc. Tính đến ngày 23/3, đã có hơn 2,2 triệu người ký tên.

## Kết án
Cho Joo-bin tức "Baksa", 25 tuổi, kẻ chủ mưu, bị kết án 40 năm tù giam. Tòa án cũng ra lệnh công khai toàn bộ các thông tin cá nhân của Cho cũng như cấm hắn làm việc tại các cơ sở liên quan đến trẻ em trong vòng 10 năm sau khi được thả. Cho cũng phải đeo vòng tay giám sát điện tử trong 30 năm sau khi được thả, đồng thời phải trả khoản tiền phạt 100 triệu Won (90.000 USD). 4 đồng phạm của Cho cũng lần lượt bị tuyên từ 7 đến 15 năm tù, ngoài ra, còn 1 bản án 10 năm tù giam khác cho một đồng phạm 16 tuổi theo Luật vị thành niên.

## Ảnh hưởng
Dư luận Hàn Quốc nói riêng và châu Á nói chung sửng sốt vì vấn nạn phòng chat tình dục diễn ra với quy mô lớn tại đây. Khi vụ án bị phanh phui, nhiều người chưa hết sốc bởi trước đó, giới giải trí Hàn Quốc cũng vừa chấn động bởi nhóm chat tình dục của Seungri (cựu thành viên nhóm nhạc Big Bang) cùng hội bạn thân. Thời điểm đó, hàng loạt nghệ sĩ nam như Jung Joon-young, Choi Jong-hoon, Roy Kim,... bị phát hiện đã tham gia xem hoặc chia sẻ những video quay lén cảnh quan hệ tình dục, thậm chí là hiếp dâm.
Nạn nhân của "phòng chat thứ N" không chỉ đối mặt với những vấn đề tâm lý nặng nề mà còn dễ trở thành đối tượng bị tống tiền, xâm hại tình dục. Nhiều nghệ sĩ, thần tượng trong showbiz Hàn Quốc cũng trở thành nạn nhân của những phòng chat này. "Những đoạn phim này thực sự đã hạ gục tôi. Nó còn đáng sợ hơn cả những lời đe dọa đánh đập. Nó sẽ ám ảnh tôi mãi về sau này", một nữ thần tượng chia sẻ.
Đáng lo ngại hơn, phòng chat tình dục khiến xã hội Hàn Quốc nhận ra rằng quyền phụ nữ và trẻ em tại quốc gia này đang bị xâm phạm một cách ngang nhiên và gây ra làn sóng phẫn nộ trên toàn quốc. Sau khi "phòng chat thứ N" bị phanh phui, chính phủ Hàn Quốc, các hiệp hội cùng ủy ban liên quan đến nhân quyền đều đồng loạt lên án mạnh mẽ hoạt động của phòng chat cũng như loại tội phạm này, đồng thời yêu cầu cần nhanh chóng có sự bảo vệ cứng rắn hơn nữa đối với phụ nữ và trẻ em.